# Maimakan
Der Maimakan (russisch Маймакан) ist ein linker Nebenfluss der Maja im Einzugsgebiet der Lena in der Region Chabarowsk im Fernen Osten Russlands.
Er entspringt im Dschugdschur-Gebirge. Er fließt in überwiegend nördlicher Richtung zur Maja, die der Fluss nach 421 km erreicht. Er entwässert ein Gebiet von 18.900 km². Die wichtigsten Nebenflüsse sind Tschumikan von links, sowie Odola, Magei, Nagim und Kundumi von rechts. 